# Vieux pont de la Lahn
Le Vieux pont de la Lahn est un pont de pierre construit au XIIIe siècle et situé à Wetzlar. Il est un des plus vieux ponts de la Hesse. 

## Histoire
Le pont a probablement été construit entre 1250 et 1280. Il a été modifié à différentes reprises au cours du temps XVe siècle ont été renforcés les colonnes. Les plans du XVIIe siècle montrent deux superstructures de tour cassées en 1832, dont un était une tour de prison. En 1865 le mur a été remplacé par un trellis en fer, pour mettre un trottoir.
Entre 1977 et 1981, des vastes mesures d'assainissement ont été mises en œuvre. Celles-ci étaient devenues nécessaires. À cet égard, la grille en fer a été éliminée à nouveau et remplacé par un mur de béton revêtu avec des pierres de coupure.